# Giselher Guttmann
Giselher Guttmann (* 2. Oktober 1934 in Wien) ist österreichischer Psychologe, Psychotherapeut und Hochschullehrer.

## Akademischer Werdegang
Er promovierte 1963 mit einer empirischen Arbeit zum Zeigeversuch von Erich Mittenecker. Nach seinem Wechsel nach Erlangen zu dem gerade aus den USA zurückgekehrten Walter Toman wurde er von Hubert Rohracher 1965 wieder nach Wien zurückgeholt. Er habilitierte sich 1968, wurde noch im gleichen Jahr zum a. o. Prof. und 1972 zum o. Professor für Psychologie an der Universität Wien berufen und übernahm auch die Supplierung der Lehrkanzel des überraschend verstorbenen Hubert Rohrachers. 1973 übernahm er im Wechsel bzw. teilweise gemeinsam mit Gerhard H. Fischer die Funktion des Institutsvorstandes. 1975 war Guttmann der letzte Dekan der Philosophischen Fakultät der Universität Wien, die danach in drei Fakultäten aufgeteilt wurde. Ende des Studienjahres 2001/02 emeritierte Guttmann.
Seit 1983 ist Giselher Guttmann wirkliches Mitglied der mathematisch-naturwissenschaftlichen Klasse der Österreichischen Akademie der Wissenschaften. 2000 wurde er Gründungsrektor der Universität für Humanwissenschaften im Fürstentum Liechtenstein (heute: Private Universität im Fürstentum Liechtenstein (UFL)), 2005 Gründungsdekan der Sigmund Freud Privatuniversität. Dort hat er auch die Verantwortung für den Magister-Studienlehrgang übernommen und ist zurzeit Abteilungsleiter für die Neurowissenschaftlichen Grundlagen der Psychotherapie. Außerdem wirkte Giselher Guttmann als wissenschaftlicher Leiter des Ludwig Boltzmann Instituts für Bewusstseinspsychologie und transkulturelle Psychotherapie und als Präsident der Österreichischen Gesellschaft für wissenschaftliche Hypnose.

## Werk
Guttmann führte nach seiner Rückkehr aus Erlangen experimentelle neuropsychologische (EEG-)Untersuchungen in Wien durch, im Speziellen über neuronale Aktivierung. Seine Forschungsinteressen sind den Bereichen der Allgemeinen Psychologie, der Bio- und Neuropsychologie sowie der Differentiellen Psychologie zuzuordnen.

## Ausgewählte Schriften
- Einführung in die Neuropsychologie. Huber, Bern 1972/1974.
- Lehrbuch der Neuropsychologie. Huber, Bern 1981.
- Lernen. Die wunderbare Fähigkeit, geistige und körperliche Funktionen verändern zu können. Hölder, Pichler & Tempsky, Wien 1990.
- Ich sehe, denke, träume, sterbe. Das Hier- und Jetztsein, das Sosein und Nichtsein des Menschen im Spiegel der Forschung. Ehrenwirth, München 1991 (mit Friedrich Bestenreiner).
- mit I. Scholz-Strasser (Hrsg.) Freud and the Neurosciences. From Brain Research to the Unconscious. Verlag der ÖAW, Wien 1998.
- Neuropsychologie in Österreich. Die universitäre Perspektive. Springer, Wien 2007.

## Ehrungen
- 1978: Österreichisches Ehrenkreuz für Wissenschaft und Kunst I. Klasse
- 1995: Großes Silbernes Ehrenzeichen für Verdienste um die Republik Österreich[2]
- 1995: Goldenes Ehrenzeichen für Verdienste um das Land Wien
- 2003: Ehrenmedaille der Bundeshauptstadt Wien in Gold
- 2013: Viktor-Frankl-Preis